# Transammonia
Trammo, bis 23. Oktober 2013 Transammonia, ist ein weltweit tätiges US-amerikanisches Unternehmen mit Firmensitz in New York City, das Düngemittel sowie Grundchemikalien wie Petrolkoks, Schwefel- und Salpetersäure produziert und vertreibt.

## Geschichte
Gegründet wurde das Unternehmen 1965 von dem 1937 vor den Nationalsozialisten aus Deutschland geflohenen Ronald P. Stanton (1928–2016, geb. Philipp Ronald Steinberg; sein Großvater war Generaldirektor und Anteilseigner der Steinberg & Vorsanger AG in Wiesbaden) zusammen mit zwei Partnern. 1971 übernahm Stanton alle Anteile.
Die Trammo AG in Pfäffikon SZ ist ein Tochterunternehmen in der Schweiz.